# 佩沙布
佩沙布（法語：Péchabou，法語發音：[peʃabu]）是法国上加龙省的一个市镇，属于图卢兹区。

## 地理
佩沙布（43°30'4"N, 1°30'30"E）面积3.57 平方千米，位于法国奧克西塔尼大區上加龙省，该省份为法国西南部内陆省份，西南端与西班牙接壤，自此顺时针与上比利牛斯省、热尔省、塔恩-加龙省、塔恩省、奥德省和阿列日省接壤。
与佩沙布接壤的市镇（或旧市镇、城区）包括：卡斯塔内托洛桑、蓬佩尔蒂扎。

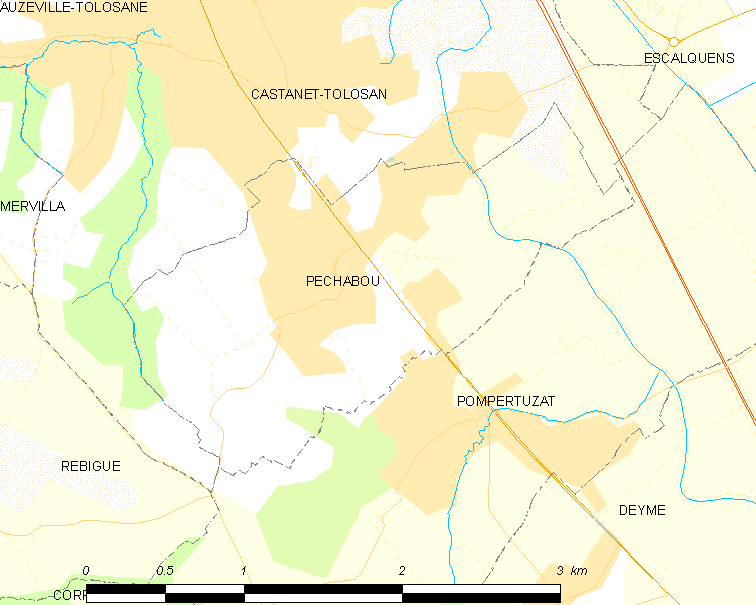
佩沙布的OSM定位图

佩沙布的时区为UTC+01:00、UTC+02:00（夏令时）。

## 行政
佩沙布的邮政编码为31320，INSEE市镇编码为31409。

## 政治
佩沙布所属的省级选区为卡斯塔内托洛桑县。

## 人口

1962-2008年间佩沙布人口变化图示

佩沙布于2022年1月1日时的人口数量为2465人。